# Mircea Malița

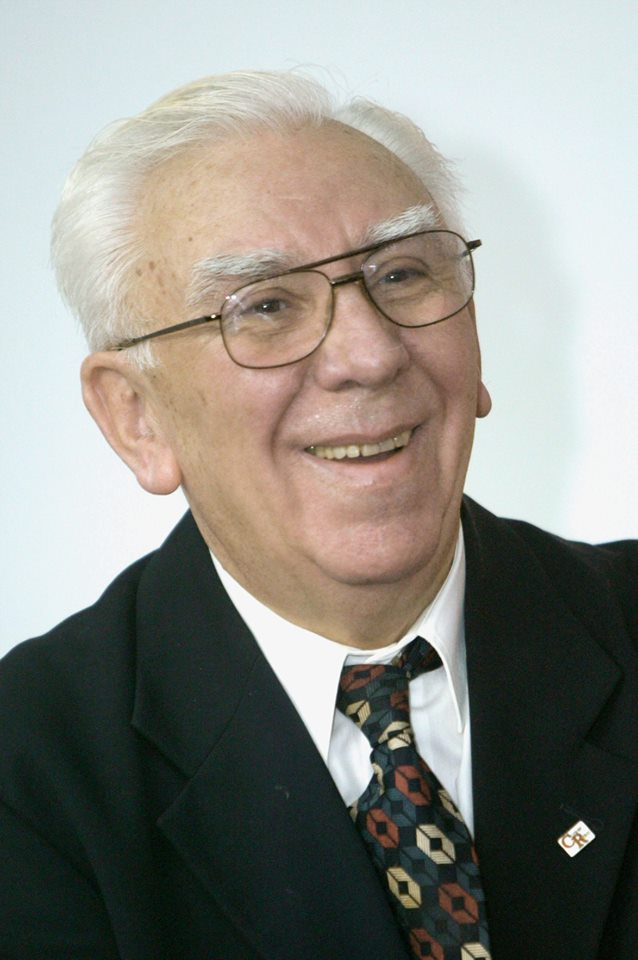
Mircea Malița (2018)

Augustin Mircea Malița (* 20. Februar 1927 in Oradea, Kreis Bihor; † 21. Mai 2018 in Bukarest) war ein rumänischer Mathematiker, Politiker der Rumänischen Kommunistischen Partei PCR (Partidul Comunist Român) und Diplomat, der unter anderem zwischen 1970 und 1972 Erziehungsminister (Ministrul învățământului) beziehungsweise Minister für Erziehung und Unterricht  (Ministru al educației și învățământului) war. Er fungierte zwischen 1981 und 1982 als Ständiger Vertreter beim Büro der Vereinten Nationen (UNO) in Genf im Range eines Botschafters und daraufhin von 1982 bis 1985 als Botschafter in den USA.

## Leben
Augustin Mircea Malița begann nach dem Schulbesuch ein Studium an der Fakultät für Wissenschaft sowie der Fakultät für Philosophie der Universität Bukarest, welches er 1939 beendete. Während des Studiums wurde er 1946 Mitglied der damaligen Kommunistischen Partei Rumäniens PCdR (Partidul Comunist din Romania) und fungierte 1949 für einige Zeit als Vorsitzender der Studentenkommission der Union der Arbeiterjugend UTM (Uniunea Tineretului Muncitor). Nach Abschluss seines Studiums begann er seine berufliche Tätigkeit an der Fakultät für Mathematik der Universität Bukarest und wurde dort nacheinander 1949 Präparator und Wissenschaftlicher Assistent, 1951 Lektor, 1961 außerordentlicher Professor und übernahm schließlich 1972 eine Professur am Lehrstuhl für mathematische Analyse. Während seiner Lehr- und Forschungstätigkeit befasste er sich insbesondere mit den Themen „Mathematische Modelle in den Sozialwissenschaften“ und „Logik und Künstliche Intelligenz“. Er war zugleich zwischen 1950 und 1956 Direktor der Akademie der Volksrepublik Rumänien (Academia Republicii Populare Române) und fungierte 1954 als stellvertretender Sekretär und Verantwortlicher für Propaganda und internationale Beziehungen des Nationalen Komitees zur Verteidigung des Friedens.

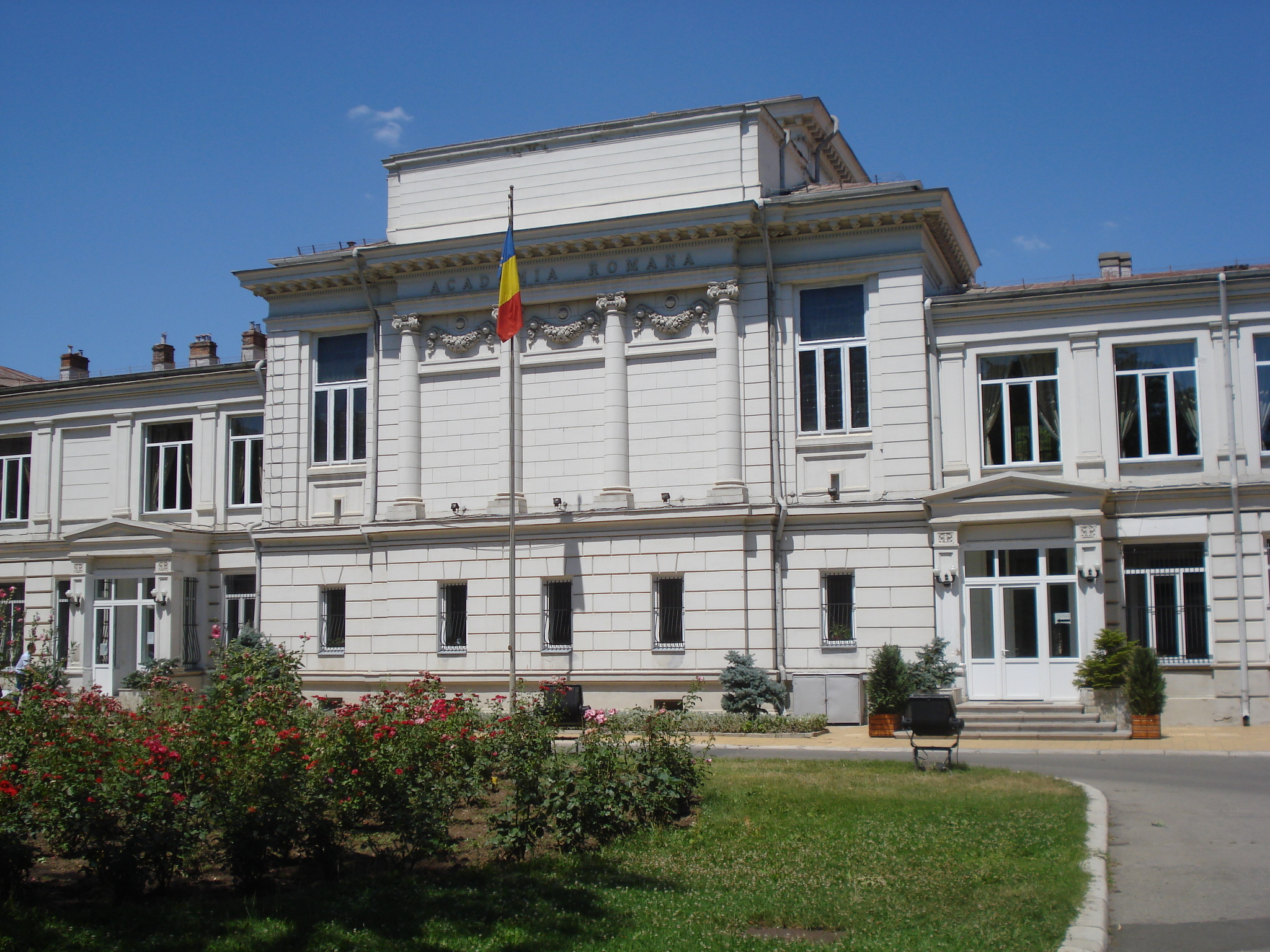
1991 wurde Malița Mitglied der Rumänischen Akademie.

Neben seiner Lehrtätigkeit war Malița seit 1956 für das Außenministerium (Ministerul Afacerilor Externe) tätig und zunächst zwischen 1956 und 1961 Botschaftsrat an der Ständigen Vertretung bei den Vereinten Nationen (UNO) in New York City und danach Leiter der Kulturabteilung des Außenministeriums, ehe er zwischen 1962 und 1970 stellvertretender Außenminister für die UNO und andere Internationale Organisationen war. Er wurde auf dem Zehnten Parteitag der PCR (6. bis 12. August 1969) zunächst Kandidat des Zentralkomitees (ZK) der PCR sowie auf einem ZK-Plenum am 21. Juli 1972 Mitglied des ZK und gehörte diesem Gremium nach seinen Wiederwahlen auf dem Elften Parteitag der PCR (24. bis 27. November 1974) sowie dem Zwölften Parteitag der PCR (19. bis 23. November 1979) bis 1980 an. Als Nachfolger von Miron Constantinescu übernahm er am 28. Februar 1970 im Kabinett Maurer V das Amt als Bildungsminister (Ministrul învățământului) beziehungsweise nach der Neuorganisation am 17. November 1971 als Minister für Bildung und Unterricht (Ministru al educației și învățământului) und bekleidete dieses bis zum 13. Oktober 1972, woraufhin Paul Niculescu-Mizil ihn ablöste. 1972 erwarb er einen Doktor der Mathematik und wurde am 1. März 1974 korrespondierendes Mitglied der Akademie der Sozialistischen Republik Rumänien. Er wurde am 10. April 1974 Staatssekretär beim Staatsrat (Consiliul de Stat) und war zwischen 1974 und 1979 Mitglied der Räte zur Vorbereitung der Weltbevölkerungskonferenz sowie von Konferenzen für Wissenschaft und Technologie und für Entwicklung und im Anschluss von 1979 bis 1981 Berater des Generalsekretärs des ZK der PCR, Nicolae Ceaușescu.
Am 25. Februar 1981 wurde Mircea Malița Ständiger Vertreter beim Büro der Vereinten Nationen (UNO) in Genf im Range eines Botschafters und verblieb in dieser Funktion bis zum 18. März 1982. Während dieser Zeit wurde er am 3. Juli 1981 Mitglied des Vorstandes des Schriftstellerverbandes (Uniunea Scriitorilor din România). Als Nachfolger von Nicolae Ionescu wurde er am 18. März 1982 außerordentlicher und bevollmächtigter Botschafter in den USA und bekleidete diesen diplomatischen Posten in Washington, D.C. bis zum 25. März 1985, woraufhin Nicolae Gavrilescu ihn ablöste. 1991 wurde er schließlich ordentliches Mitglied der Rumänischen Akademie.

## Veröffentlichungen

### Mathematik
- Programarea pătratică, Mitautor Mihai Dragomirescu, Ed. Științifică, 1968
- Matematica organizării, Mitautor C. Zidăroiu, Ed. Tehnică, 1971
- Programarea neliniară, Mitautor Mihai Dragomirescu, Ed. Științifică, 1972
- Modele matematice ale sistemului educațional, Mitautor C. Zidăroiu, Ed. Didactică și Pedagogică, 1972
- Triade, Mitautor Silviu Guiașu, Ed. Științifică, 1973
- Bazele inteligenței artificiale. Logici propoziționale, Mitautorin Mihaela Malița, Ed. Tehnică, 1987

### Politikwissenschaften
- Pagini din trecutul diplomației românești, Mitautoren Virgil Cândea und Dinu C. Giurescu, Ed. Politică, 1966
- Diplomația. Școli și instituții, Ed. Didactică și Pedagogică, 1970, 1975
- Diplomatie roumaine, Ed. Meridiane, 1970
- Teoria și practica negocierilor, Ed. Politică, 1972
- Jocuri pe scena lumii. Conflicte, negocieri, diplomație, Ed. C.H.Beck, 2007
- Tablouri din războiul rece. Memoriile unui diplomat român, Ed. C.H.Beck, 2007
- Între război și pace, Ed. C.H.Beck, 2007
- Cold War Diplomacy: A Romanian diplomat's memoirs, 2014
- Zid de pace, turnuri de frăție. Deceniul deschiderii: 1962–1972, Mitautor Dinu C. Giurescu, Ed. Compania, 2011
- Cumințenia pământului. Strategii de supraviețuire în istoria poporului român, Ed. Corint, 2010, 2012

### Prospektive Forschung
- Cronica anului 2000, Ed. Politică, 1969, 1975
- Aurul cenușiu, 3 Bände, Ed. Dacia, Cluj, 1971–1973
- Hrana, problemă vitală a omenirii, Institutul de Științe Politice, 1976
- No limits to learning. Bridging the Human Gap, Mitautoren J. Botkin, Mahdi Elmandjra, Pergamon Press, Oxford, 1979
- Orizontul fără limite al învățării, Mitautoren J. Botkin, Mahdi Elmandjra, Ed. Politică, 1981
- Dubla spirală a învățării și a muncii, Mitautor Orio Giarini, 2005

### Essays
- Repere, 1967
- Sfinxul. Însemnări de călătorie, Editura pentru Literatură, 1969
- Pietre vii, Editura Eminescu, 1973
- Zidul și iedera, Editura Cartea Românească, 1977
- Idei în mers, 2 Bände, Editura Albatros, 1975 (Band 1), 1981 (Band 2)
- Zece mii de culturi, o singură civilizație. Spre geomodernitatea secolului XXI, Ed. Nemira, 2001